# Campyloneurum aglaolepis
Campyloneurum aglaolepis là một loài thực vật có mạch trong họ Polypodiaceae. Loài này được (Alston) de la Sota miêu tả khoa học đầu tiên năm 1960.